# Anniversary Show
Anniversary Show é um evento anual produzido pela Ring of Honor (ROH), atualmente no formato de internet pay-per-view para comemorar seu aniversário de fundação, realizado em 23 de fevereiro de 2002.

## Eventos
| Evento                                     | Data                    | Local                              | Cidade                     | Evento principal |
| ------------------------------------------ | ----------------------- | ---------------------------------- | -------------------------- | --- |
| One Year Anniversary Show                  | 8 de fevereiro de 2003  | Elks Lodge                         | Queens, New York           | Da Hit Squad (Mafia & Monsta Mack), Divine Storm (Chris Divine & Quiet Storm), The S.A.T. (Jose & Joel Maximo) & Mikey Whipwreck (with Trinity) vs. Special K (Angel Dust, Brian XL, Deranged, Dixie, Hydro, Izzy, Jody Fleisch, Slim J, Slugger & Yeyo) em uma Handicap Scramble Match |
| Second Anniversary Show                    | 14 de fevereiro de 2004 | National Guard Armory              | Braintree, Massachusetts   | AJ Styles vs. CM Punk na final pelo Pure Wrestling Championship |
| Third Anniversary Celebration: Part 1      | 19 de fevereiro de 2005 | Rex Plex                           | Elizabeth, New Jersey      | The Carnage Crew (HC Loc & Tony DeVito) vs. Generation Next (Roderick Strong & Jack Evans) vs. The Ring Crew Express (Dunn & Marcos) vs. Special K (Azrieal & Dixie) vs. Special K (Izzy & Deranged) em uma Scramble Cage Match                                                         |
| Third Anniversary Celebration: Part 2      | 25 de fevereiro de 2005 | Montgomery County Fairgrounds      | Dayton, Ohio               | AJ Styles vs. Jimmy Rave (c/ Prince Nana) |
| Third Anniversary Celebration: Part 3      | 26 de fevereiro de 2005 | Frontier Fieldhouse                | Chicago Ridge, Illinois    | Austin Aries (c) vs. Samoa Joe pelo ROH World Championship |
| Fourth Anniversary Show                    | 25 de fevereiro de 2006 | Inman Sports Club                  | Edison, New Jersey         | Generation Next (Austin Aries & Roderick Strong) (c) vs. AJ Styles & Matt Sydal pelo ROH Tag Team Championship |
| Fifth Year Festival: New York              | 16 de fevereiro de 2007 | Manhattan Center                   | New York City, New York    | Homicide (c) (c/ Julius Smokes) vs. Jimmy Rave pelo ROH World Championship |
| Fifth Year Festival: Philadelphia          | 17 de fevereiro de 2007 | National Guard Armory              | Philadelphia, Pennsylvania | Homicide (c) vs. Takeshi Morishima pelo ROH World Championship |
| Fifth Year Festival: Dayton                | 23 de fevereiro de 2007 | Montgomery County Fairgrounds      | Dayton, Ohio               | Takeshi Morishima (c) vs. B.J. Whitmer pelo ROH World Championship |
| Fifth Year Festival: Chicago               | 24 de fevereiro de 2007 | Windy City Fieldhouse              | Chicago, Illinois          | Takeshi Morishima & Nigel McGuinness vs. Samoa Joe & Homicide |
| Fifth Year Festival: Liverpool             | 3 de março de 2007      | Liverpool Olympia                  | Liverpool, Merseyside      | Samoa Joe vs. Nigel McGuinness |
| Fifth Year Festival: Finale                | 4 de março de 2007      | Liverpool Olympia                  | Liverpool, Merseyside      | Samoa Joe vs. Homicide (with Julius Smokes) |
| Sixth Anniversary Show                     | 23 de fevereiro de 2008 | Manhattan Center                   | New York City, New York    | Nigel McGuinness (c) vs. Bryan Danielson pelo ROH World Championship |
| 7th Anniversary Show                       | 21 de março de 2009     | Hammerstein Ballroom               | New York City, New York    | Nigel McGuinness (c) vs. KENTA pelo ROH World Championship |
| 8th Anniversary Show                       | 13 de fevereiro de 2010 | Manhattan Center                   | New York City, New York    | Austin Aries (c) vs. Tyler Black pelo ROH World Championship |
| 9th Anniversary Show                       | 26 de fevereiro de 2011 | Frontier Fieldhouse                | Chicago Ridge, Illinois    | Briscoe Brothers (Jay & Mark Briscoe) vs. Wrestling's Greatest Tag Team (Charlie Haas & Shelton Benjamin) por uma chance pelo ROH World Tag Team Championship |
| 10th Anniversary Show: Young Wolves Rising | 4 de março de 2012      | Hammerstein Ballroom               | New York City, New York    | Eddie Edwards & Adam Cole vs. Team Ambition (Davey Richards & Kyle O'Reilly) |
| 11th Anniversary Show                      | 2 de março de 2012      | Frontier Fieldhouse                | Chicago Ridge, Illinois    | Kevin Steen (c) vs. Jay Lethal pelo ROH World Championship. |
| 12th Anniversary Show                      | 21 de fevereiro de 2014 | Pennsylvania National Guard Armory | Filadélfia, Pensilvânia    | Kevin Steen vs. Cliff Compton em uma luta Philadelphia Street Fight. |